# Liste des comtes et ducs de Penthièvre
 (août 2024).
Le comté de Penthièvre est le nom d'un fief breton situé au nord du duché, entre Saint-Malo et Saint-Brieuc. Le duc Alain III de Bretagne donna le comté en apanage à son frère Eudes en 1035, qui forma ainsi une branche cadette de la maison de Bretagne.
En 1569, lors de son érection en duché-pairie, le comté de Penthièvre comprenait les villes de Lamballe, Moncontour, Guingamp et Bourbriac, le comté de Plourhan dit La Rochesuart, l'île de Bréhat, les terres et châtellenies de Minibriac, Belle-Isle-en-Terre et Beaufort d'Ahouet, Le Pontneuf, les ports et havres de Couesnon et d'Arguenon et les seigneuries de Cornouaille, avec leurs dépendances. En 1657, Lamballe, Moncontour, Guingamp, Bourbriac et le Minibriac, avec leurs dépendances, furent vendus et séparés du duché, pour y être réintégrés en 1666.

## Maison de Rennes
1035-1079 : Eudes de Penthièvre (999 † 1079), fils de Geoffroi Ier de Bretagne
marié à Agnès, fille d'Alain Canhiart, comte de Cornouaille
1079-1093 : Geoffroy Ier de Penthièvre († 1093), fils du précédent
1093-1120/1137 : Étienne Ier de Penthièvre (1055 † 1137), frère du précédent
marié à Havoise de Guingamp et père de :
1. Geoffroy II, qui suit
2. Alain le Noir, comte de Guingamp et de Richemont (mort en 1146), marié à Berthe de Bretagne et père de Conan IV, ce dernier fut le premier duc de Bretagne de la maison de Penthièvre et dernier duc d'origine bretonne.
3. Henri Ier, comte de Trégor-Avaugour, marié à Mathilde de Vendôme, fille de Jean Ier de Vendôme, et père d'Alain Ier, comte de Penthièvre, qui suivra

1120/1137-1148 : Geoffroy II de Penthièvre († 1148), fils du précédent ;
1148-1152 : Rivallon de Penthièvre († après 1152), fils cadet du précédent ;
1148-1164 : Étienne II de Penthièvre († 1164), frère aîné du précédent ;
1164-1205 : Geoffroy III de Penthièvre († 1205), neveu du précédent ;
1205-1212 : Alain Ier de Penthièvre (1151/1154 † 1212), cousin du précédent, fils d'Henri Ier de Trégor-Avaugour et donc petit-fils d'Étienne Ier
marié à Pétronille de Beaumont.

Armes d’Henri II d'Avaugour

1212-1214 : Henri Ier de Penthièvre (Henri II d'Avaugour) (1205 † 1281), fils du précédent
Il est spolié de facto du comté de Penthièvre en 1214 par le duc de Bretagne Pierre Mauclerc, qui le donne en dot à sa fille Yolande à l'occasion de son mariage avec Hugues XI de Lusignan, comte de La Marche.
Henri Ier de Penthièvre (Henri II d'Avaugour) ne conserve que la seigneurie d'Avaugour.

### Seigneurs d'Avaugour
Maison d'Avaugour
1246-1267 : Alain II d’Avaugour († après 1267), fils d'Henri II d'Avaugour (Henri Ier de Penthièvre) (co-seigneur avec son père)
1267-1301 : Henri III d'Avaugour (1260 † 1301), fils du précédent; co-seigneur avec son grand-père 1267-1281.
1301-1334 : Henri IV d'Avaugour (1280 † 1334), fils du précédent
1334-1384 : Jeanne de Penthièvre, petite-fille du précédent

## Maison capétienne de Dreux

Armes de Pierre Mauclerc

1214-1237 : Pierre Mauclerc (1191 † 1250), duc de Bretagne, fils de Robert II, comte de Dreux
marié à Alix de Thouars, duchesse de Bretagne et petite-fille de Conan IV, duc de Bretagne
1237-1263 : Yolande de Bretagne (1218 † 1272), fille du précédent
mariée à Hugues XI de Lusignan
1263-1286 : Jean Ier de Bretagne (1217 † 1286), frère de la précédente
marié à Blanche de Navarre

Armes de Gui de Penthièvre

1286-1305 : Jean II de Bretagne (1240 † 1305), fils du précédent
marié à Béatrice d'Angleterre
1305-1312 : Arthur II de Bretagne (1262 † 1312), fils du précédent
marié à Marie, vicomtesse de Limoges
1317-1331 : Guy de Penthièvre (1287 † 1331), vicomte de Limoges et comte de Penthièvre, fils du précédent
marié à Jeanne d'Avaugour (1300 † 1327), fille et héritière d'Henri IV d'Avaugour.

Armes de Jeanne de Penthièvre

1331-1384 : Jeanne de Penthièvre (1319 † 1384), 
vicomtesse de Limoges, comtesse de Penthièvre et d'Avaugour, fille du précédent
mariée à Charles de Blois-Châtillon († 1364)

## Maison de Blois-Châtillon
1384-1404 : Jean III de Châtillon (1345 † 1404), fils des précédents
marié à Marguerite de Clisson, fille d'Olivier V de Clisson
1404-1433 : Olivier de Châtillon († 1433), fils du précédent
1433-1454 : Jean IV de Châtillon († 1454), frère du précédent
1454-1479 : Nicole de Châtillon (1424 † 1479), nièce du précédent, fille de Charles de Châtillon et de Nicole de Vivonne
mariée à Jean II de Brosse (Jean V de Penthièvre) (1423 † 1482), fils de Jean Ier de Brosse

## Maison de Brosse
1454-1482 : Jean V de Brosse (1423 † 1482), 
marié à Nicole de Châtillon

Armes de la famille de Brosse.

1482-1502 : Jean VI de Brosse († 1502), fils du précédent
marié à Louise de Laval
1502-1525 : René de Brosse († 1525, à la bataille de Pavie), fils du précédent
marié à Jeanne de Commines, fille de Philippe de Commines
1525-1564 : Jean VII de Brosse († 1564), fils du précédent

## Maison de Luxembourg

Armes de la famille de Luxembourg.

1564-1569 : Sébastien de Luxembourg († 1569), neveu du précédent, fils de François de Luxembourg, vicomte de Martigues, et de Charlotte de Brosse
marié à Marie de Beaucaire
1569-1623 : Marie de Luxembourg (1562 † 1623)
mariée à Philippe-Emmanuel de Lorraine (1558 † 1602), duc de Mercœur

## Maison de Lorraine

Armes des ducs de Mercœur.

1623-1669 : Françoise de Lorraine (1592 † 1669), fille des précédents
mariée à César de Vendôme (1594 † 1665), bâtard d'Henri IV

## Maison de Bourbon-Vendôme

### Branche légitimées de Vendôme (issue d'un bâtard du roiHenriIVde France)

Armes des ducs (illégitimes) de Vendôme.

1669-1697 : Louis Ier Joseph de Vendôme (1654 † 1712), petit-fils des précédents
marié à Marie-Anne de Bourbon-Condé dit Mademoiselle de Montmorency (1678-1718), fille du prince de Condé.

## Maison légitimé de Bourbon

### Branche illégitime de Bourbon (issue d'un bâtard du roiLouisXIVde France)

Armes des bâtards de.

1697-1737 : Louis II Alexandre († 1737), comte de Toulouse (1681), duc de Penthièvre (1697), duc de Rambouillet (1711), bâtard légitimé de Louis XIV et de Madame de Montespan
1737-1793 : Louis III Jean-Marie (1725 † 1793), fils du précédent, duc de Penthièvre et de Rambouillet.

## Maison de Bourbon, branche d'Orléans

### (issue de Philippe de France, duc d'Orléans)

Armes des Bourbon-Orléans.

#### Titre de la Seconde Restauration
1820-1828 : Charles d'Orléans († 1828), arrière petit-fils du précédent (4e fils de Louis-Philippe Ier)

#### Titre de la monarchie de Juillet
1845-1919 : Pierre d'Orléans (1845 † 1919), duc de Penthièvre, neveu du précédent (fils de François d'Orléans (1818-1900), prince de Joinville et de Françoise de Brésil).